# Can Yücel

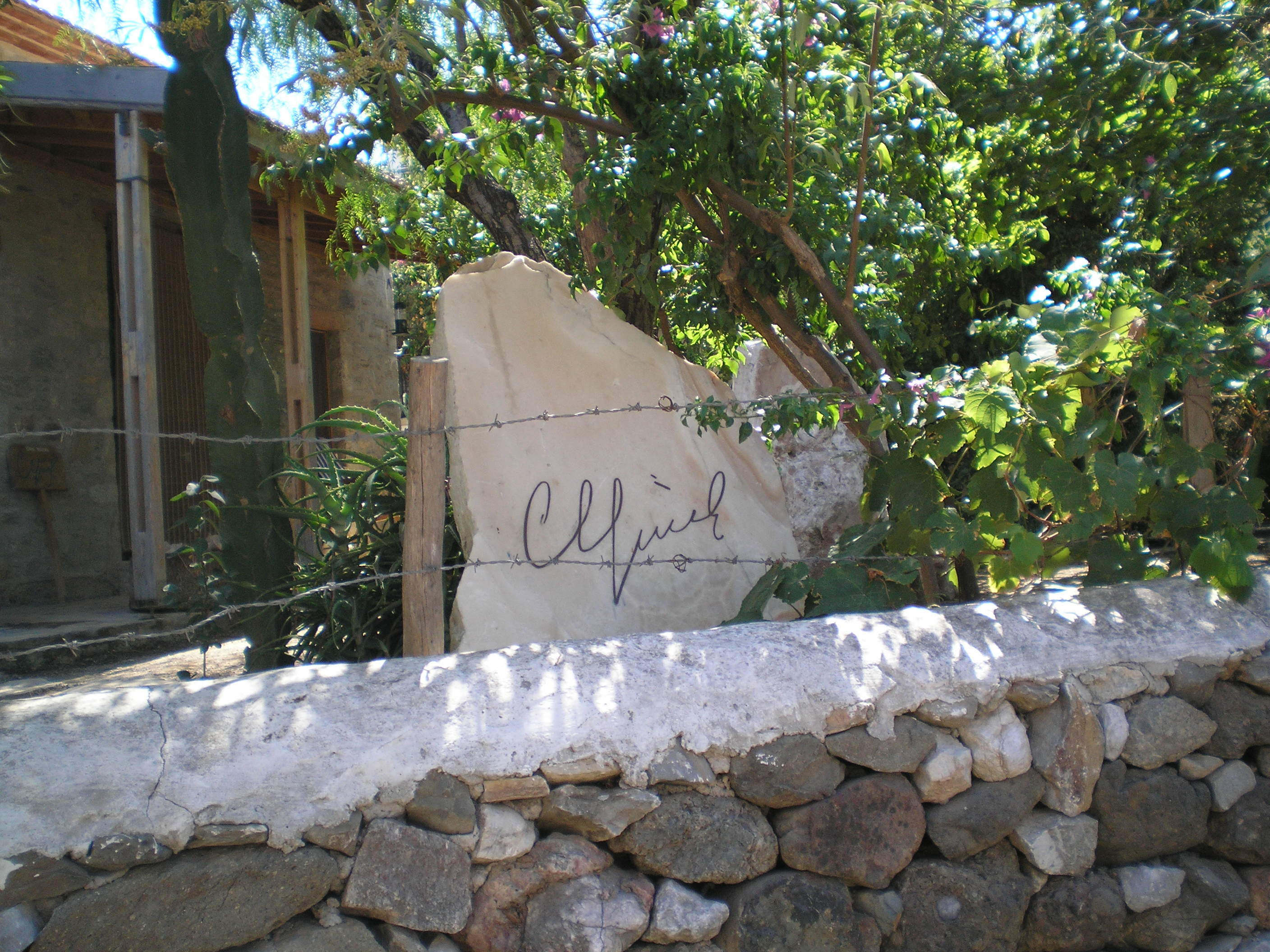
Yücels Signatur auf einem Stein in seinem Garten in Datça

Can Yücel (* 1926 in Istanbul; † 1999 in Izmir) war ein türkischer Autor politischer Lyrik.
Er veröffentlichte vornehmlich Gedichtbände. 1950 erschien Yavra. Ab den 1970ern bis zu seinem Tod erschienen zahlreiche weitere Werke, darunter auch einige Essays, zum Beispiel über seine dichterische Arbeit Can'dan Yazılar.
Wilpert folgend hatte Yücels wortgewaltige politische Dichtung den „Duktus eines modernen Vagabunden“.
Yücel war ein Sohn Hasan Ali Yücels, des Gründers der türkischen Dorfinstitute und Bildungsministers der Türkei. Politisch bekannte er sich zum Sozialismus.

## Veröffentlichungen (Auswahl)
- Yazma (1950)
- Sevgi Duvarı (1973)
- Bir Siyasinin Şiirleri (1974)
- Ölüm ve Oğlum (1976)
- Rengâhenk (1982)
- Gökyokuş (1984)
- Canfeda (1985)
- Çok Bi Çocuk (1988)
- Kısa Devre (1990)
- Kuzgunun Yavrusu (1990)
- Gece Vardiyası (1991)
- Güle Güle-Seslerin Sessizliği (1993)
- Gezintiler (1994)
- Maaile (1995)
- Seke Seke (1997)
- Alavara (1999)
- Mekânım Datça Olsun (1999)

## Einzelbelege
1. ↑  Gero von Wilpert (Hrsg.): Lexikon der Weltliteratur. Fremdsprachige Autoren; Band A–K, Kröner 2004, S. 1978
2. ↑  Soner Akpinar: Can Yücel’in Şiirlerinde ironi. In: arastirmax Scientific Publication Index. 2010, abgerufen am 29. Januar 2024 (englisch).